# Smicropus longicorpus
Smicropus longicorpus là một loài bướm đêm trong họ Geometridae.